# Putamen
Het putamen is een rondvormige kern in de basis van de grote hersenen, die samen met de nucleus caudatus het corpus striatum vormt. Daarnaast behoort het putamen tot de basale kernen. Het putamen is functioneel verbonden met de substantia nigra en de globus pallidus langs meerdere zenuwbanen. De belangrijkste functie is de regulatie van bewegingen en het beïnvloeden van meerdere soorten leren. De neurotransmitters GABA, acetylcholine en enkefaline worden door het putamen geproduceerd om deze functies te kunnen uitvoeren. Het putamen speelt ook een rol in neurodegeneratieve ziekten, zoals de ziekte van Parkinson.
Samen met de globus pallidus vormt het putamen de nucleus lentiformis.

## Anatomie

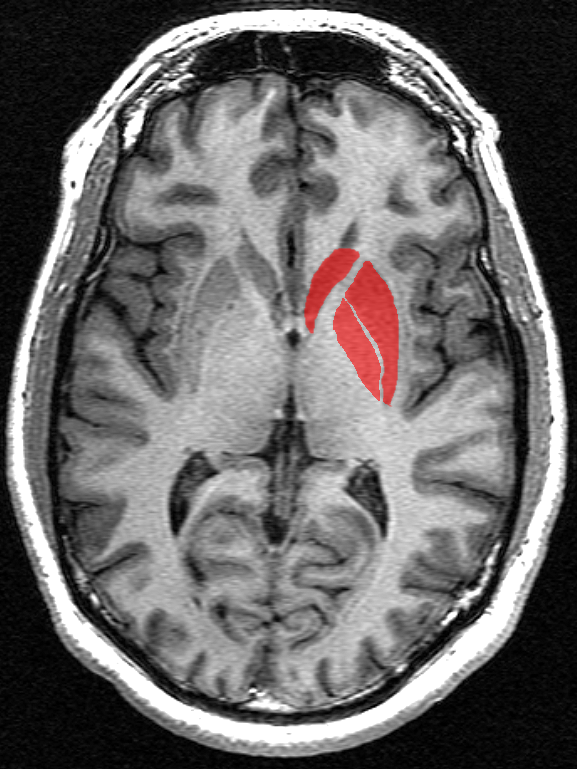
Een doorsnede van het corpus striatum van een structureel MRI-beeld. Het striatum bevat de nucleus caudatus (boven), het putamen (rechts) en de globus pallidus (links).

Het putamen en de nucleus caudatus vormen anatomisch gezien één structuur, het striatum dorsale, dat wordt doorkruist door de capsula interna. Daarnaast vormt het putamen samen met de globus pallidus de nucleus lentiformis. Het putamen is de buitenste structuur die behoort tot de basale kernen, een groep kernen met wijdverspreide verbindingen in de hersenschors, thalamus en hersenstam. Ook de substantia nigra, nucleus accumbens en de nucleus subthalamicus worden tot de basale kernen gerekend.
Het putamen komt in beide hersenhelften voor en is nauw verbonden met drie andere basale kernen. Ten eerste werkt het putamen samen met de nucleus caudatus om input vanuit de hersenschors te ontvangen. De twee structuren vormen zo de "ingang" tot de basale kernen. Ten tweede is het putamen verbonden met de globus pallidus, waaraan het output doorgeeft. Ten derde ontvangt de pars compacta substantiae nigrae input van het putamen.